# Cantón de Moustiers-Saint-Marie
El cantón de Moustiers-Sainte-Marie era una división administrativa francesa que estaba situada en el departamento de Alpes de Alta Provenza y la región de Provenza-Alpes-Costa Azul.

## Composición
El cantón estaba formado por tres comunas:
- La Palud-sur-Verdon
- Moustiers-Sainte-Marie
- Saint-Jurs

## Supresión del cantón de Moustiers-Sainte-Marie
En aplicación del Decreto nº 2014-226 de 24 de febrero de 2014, el cantón de Moustiers-Sainte-Marie fue suprimido el 22 de marzo de 2015 y sus 3 comunas pasaron a formar parte del nuevo cantón de Riez.